# 熱烈!ホットサンド!
『熱烈!ホットサンド!』（ねつれつ!ホットサンド!、英: PASSIONATE HOT SANDWICH）は、日本テレビ系列の札幌テレビ放送（STV）が2014年4月6日から2021年3月27日まで放送していたサンドウィッチマンによるバラエティ番組。

## 概要
サンドウィッチマンの二人が、北海道の「熱いぜ!」を探してさまざまな場所へ行きディープで素晴らしいところを再発見する番組。番組放送中の2019年5月1日に元号が令和に改元されたため、札幌テレビ制作としては平成最後かつ令和最初のローカルバラエティ番組となった。
2021年2月20日放送分の番組エンディングで伊達から番組終了の報告がなされた。あくまで、レギュラー放送の終了で今後は年数回放送する特別番組として継続する事も発表された。後継番組はグレープカンパニーの後輩であるティモンディの冠番組「ハレバレティモンディ」となる。

## 主な企画
ロケ企画
- 青春宣言!俺たちの部活動
  - サンドウィッチマンの2人が北海道内の学校の部活動をサプライズ訪問する。
- 愛すべき俺たちの商店街
  - サンドウィッチマンの2人が道内の商店街の各店を巡る。
- サンドウィッチマンvs稲葉篤紀
  - サンドウィッチマンが北海道日本ハムファイターズOBの稲葉篤紀と野球対決を行う。
    - 2016年は5月22日札幌ドームでの日本ハム対楽天戦試合前にピッチャー伊達と打者稲葉の一打席対決を実施。
    - 2017年は「サンド軍団vs稲葉軍団リベンジマッチ」として4月30日札幌ドームでの日本ハム対楽天戦試合後にサンドウィッチマン・建山義紀・稲田直人のサンド軍団と稲葉篤紀・森本稀哲・立石尚行・村田和哉の稲葉軍団による3打席対決を実施。
    - 2018年は北海道日本ハムの「サマーベースボールフェスティバル」の一環として稲葉篤紀・岩本勉・森本稀哲・牧谷宇佐美・立石尚行・杉山俊介・村田和哉・須永英輝・市川卓・マネージャー菊地亜美による稲葉篤紀軍団とサンドウィッチマン・建山義紀・稲田直人・U字工事・稲村亜美・ニルベース齋藤・荒井修光・中山光久・マネージャー稲場愛香・大物助っ人リトル清宮によるサンドウィッチ軍団の7イニング対決を8月3日に三笠市営野球場にて実施。
    - 関連企画として2023年5月3日にはエスコンフィールドHOKKAIDOにて「どさんこ✕FIGHTERS FビレッジへGO!GO!祭り」の一環で「ホットスタッフ presents 野球対決！サンド軍団VSファイターズOB軍団」を開催。田中賢介・村田和哉・谷口雄也・岩本勉・市川卓・浅沼寿紀・吉田侑樹・須永英輝・新垣勇人・白井一幸のファイターズOB軍団とサンドウィッチマン・ティモンディ・片岡安祐美・ELLY/CrazyBoy（三代目J SOUL BROTHERS）・佐藤隆太・岡田和樹・石渡ほのか（栗山高校女子野球部）・堀心乙（恵庭リトルシニア）・上野正三・金由起子のサンド軍団による7イニング対決を実施、6月2日のスペシャルで放送された。

募集企画
- 熱烈!アンサー
  - 視聴者とサンドウィッチマンを結び付ける、視聴者から提供された情報や質問を紹介するコーナー。
- 熱投コント
  - 番組ホームページで数題出題されるショートコントの最後のボケとツッコミの内容を視聴者から募集し、毎回1テーマを取り上げ優秀作を紹介する。サンドウィッチマンの2人が佳作「チップ賞」の回答を紹介した後、最優秀作「ホームラン賞」に選ばれた回答は実際に2人が演じる。チップ賞採用者には番組クリアファイル、ホームラン賞採用者には番組オリジナルカップがプレゼントされた。2015年10月24日放送をもって休止。その後2016年11月27日放送や、2017年5月5日開催のサンドウィッチマン・TKOによる共済ホールでのライブ「TKOとサンドウィッチマンのコント大好き!2017」にて復活実施。

## テーマ曲
オープニングテーマ
- 2014年度：A.F.R.O「熱烈!ツチノコ先輩 feat.サンドウィッチマン」
- 2015年度：2gMONKEYS「笑い合う門には福来る!」
- 2016年4月 - 2017年10月：河野玄太「Hey Hey」
- 2017年10月 - 2019年6月：TRIPLANE「アンブレラガール」
- 2019年7月 - 2021年3月：BiSH「まだ途中」

エンディングテーマ
主に2か \月毎に変更
- 2014年4月・5月：片平里菜「Oh JANE」
- 2014年6月・7月：トミタ栞「HAPPY AND HAPPY」
- 2014年8月・9月：THE BOYS&GIRLS「すべてはここから」
- 2014年10月・11月：ケラケラ「ケラケラじゃんけん」
- 2014年12月・2015年1月：DISH//「変顔でバイバイ!!」
- 2015年2月・3月：山崎あおい「バタバタ」
- 2015年4月・5月：カントリー・ガールズ「愛おしくってごめんね」
- 2015年6月・7月：藤岡みなみ&ザ・モローンズ「10万年」
- 2015年8月・9月：Drop's「ベリーグッドモーニング」
- 2015年10月・11月：チャラン・ポ・ランタン「メビウスの行き止まり」
- 2015年12月・2016年1月：WHY@DOLL「clover」
- 2016年2月・3月：MACO「恋心」
- 2016年4月・5月：黒木渚「ふざけんな世界、ふざけろよ」
- 2016年6月 - 8月：瀬川あやか「はりーあっぷ」
- 2016年9月：Rihwa「くじら」
- 2016年10月：チャラン・ポ・ランタン「アジアの純真」
- 2016年11月・12月：Rihwa「フレ!」
- 2017年1月・2月：佐藤広大「スノーグローブ」
- 2017年3月・4月：LEGO BIG MORL「未来」
- 2017年5月：Official髭男dism「異端なスター」
- 2017年6月：秦基博「ひまわりの約束」
- 2017年7月：LULU X「Original」
- 2017年8月・9月：ウルフルズ「バカヤロー」
- 2017年10月：BUGY CRAXONE「ぼくたち わたしたち」
- 2017年11月：BUGY CRAXONE「SAY SAY DO DO」
- 2017年12月：DOBERMAN INFINITY「あの日のキミと今の僕に」
- 2018年1月：DAOKO「BANG!」
- 2018年2月：The Floor「Flower」
- 2018年3月：YAMA-KAN（山崎まさよし・KAN）「手をつなぎたいんだ」
- 2018年4月 - 6月：STV創立60周年イベント「SUNNY TRAIN REVUE 2018～テレビがフェスつくっちゃいました！〜」出演歌手楽曲週替わり
- 2018年7月・8月：シクラメン「Rainbow」
- 2018年9月：Juice=Juice「Goal～明日はあっちだよ～(Album Version)」
- 2018年10月：JARNZΩ「ギブミーファイブ」
- 2018年11月：和楽器バンド「細雪」
- 2018年12月：金子智也「手をつなごう」
- 2019年1月・2月：瀬川あやか「純白のラブレター」
- 2019年3月：One Hokkaido Project「私たちの道」
- 2019年4月：SCANDAL「マスターピース」
- 2019年5月：夢みるアドレセンス「メロンソーダ」
- 2019年6月：THE BOYS & GIRLS「陽炎」
- 2019年7月：モーニング娘。'19「青春Night」
- 2019年8月：竹森マサユキ「未来飛行」
- 2019年9月：MACO「タイムリミット」
- 2019年10月：水森かおり＆萬みきお(サンドウィッチマン・伊達みきお) with富澤たけし(サンドウィッチマン)「笑顔で遠まわり」
- 2019年12月・2020年1月：鈴木愛理「Break it down」
- 2020年2月：雨のパレード「BORDERLESS」
- 2020年3月：林青空：「スパイスマジック」
- 2020年4月：緑黄色社会「スカーレット」
- 2020年5月・6月：ハンブレッダーズ「ライブハウスで会おうぜ」
- 2020年7月：大黒摩季「OK」
- 2020年8月：TRIPLANE「Brand New Day」

## 放送時間

### ネット局
2021年11月現在。
| 放送対象地域 | 放送局              | 系列           | 放送時間                     | 放送期間                      | 備考 |
| ------------ | ------------------- | -------------- | ---------------------------- | ----------------------------- | --- |
| 北海道       | 札幌テレビ（STV）   | 日本テレビ系列 | 土曜 23:30 - 23:55           | 2014年4月6日 - 2021年3月27日  | 制作局 |
| 東京都       | TOKYO MX            | 独立局         | 土曜 14:30 - 15:00           | 2015年4月6日 - 2023年7月29日  | 当初は毎週月曜 22:30 - 23:00の放送だった。その後隔週金曜 1:40 - 2:10（木曜深夜）→土曜 14:30 - 15:00（不定期放送）→毎週月曜 22:00 - 22:30と枠移動。2016年4月9日から現時間。 |
| 宮城県       | ミヤギテレビ（MMT） | 日本テレビ系列 | 水曜 0:59 - 1:29（火曜深夜） | 2016年4月9日 - 2021年5月26日  | |
| 兵庫県       | サンテレビ（SUN）   | 独立局         | 木曜 18:00 - 18:30           | 2018年10月2日 - 2021年11月4日 | 2019年3月まで火曜 18:00 - 18:30に放送され、2019年4月から2021年3月まで土曜 18:30 - 19:00に放送。                                                                            |
| 京都府       | KBS京都（KBS）      | 独立局         | 月曜 23:30 - 翌0:00          | 2018年10月10日 - 2021年8月9日 | 2019年9月まで水曜 23:00 - 23:30に放送。 |
| 富山県       | 北日本放送（KNB）   | 日本テレビ系列 | 木曜 1:29 - 1:59（水曜深夜） | 2019年4月5日 - 2021年3月25日  | それまでは日曜夕方に不定期放送されていた。制作局より早く終了となるため、途中打ち切りという形となる。                                                                       |
| 群馬県       | 群馬テレビ（GTV）   | 独立局         | 土曜 13:30 - 14:00           | 2019年6月1日 -                | |
| 栃木県       | とちぎテレビ（GYT） | 独立局         | 月曜 22:30 - 22:55           | 2015年5月1日 - 2018年3月26日  | 2017年3月31日までは金曜 19:00 - 19:30（第4金曜日休止）。制作局より早く終了となるため、途中打ち切りという形となる。                                                         |

STVでは2014年5月27日から2015年3月24日に火曜 10:25 - 10:55に『熱烈!ホットサンド! 未公開シーン追加版』（ねつれつ!ホットサンド! みこうかいシーンついかばん）、2015年4月5日 - 12月27日の日曜 10:55 - 11:25・2016年1月8日から金曜 1:29 - 1:59（現在は金曜 1:34 - 2:04）に『熱烈!ホットサンド!Z』（ねつれつ!ホットサンド!ゼット）のタイトルで未公開シーンなどを取り上げる「プチ熱!ホットサンド!」（プチあつ!ホットサンド!）を追加しての再放送が行われている。

### 特番による休止
- 2014年6月8日
- 2014年10月5日：『ぞっこん!ファイターズSP 〜ありがとう!稲葉選手・金子選手 北の大地を熱くした男たち〜』（23:30 - 24:26）のため休止[注 2]。
- 2014年12月14日：第47回衆議院議員総選挙に伴う特番『ZERO×選挙2014』（第1・2部：19:58 - 23:30）のため休止。
- 2015年6月14日
- 2015年8月22日：24時間テレビ放送のため休止（『有吉反省会』は15日遅れから8日遅れになった）。
- 2016年8月29日：24時間テレビ放送のため休止。
- 2016年10月30日（29日 深夜）：『緊急特番！祝！ファイターズ10年ぶりの日本一!』第1部（1:35 - 2:00[注 3]）のビールかけ生中継により休止（『有吉反省会』は通常の1週間遅れから、2週遅れに遅延）。
- 2017年8月26日：24時間テレビ放送のため、休止。
- 2018年8月25日：24時間テレビ放送のため、休止。
- 2019年8月24日：24時間テレビ放送のため、休止。
- 2021年2月13日：福島県沖地震の報道特別番組により中止。

## スペシャル放送
- 熱烈!ホットサンド!年末スペシャル　目指せ「どさんこ」クイズ!ホットサンド!（2014年12月28日 15:00 - 16:00）

北海道にまつわるマニアッククイズや番組の爆笑名場面を取り上げた年末特番。
- 帰って来ちゃった熱烈!ホットサンド!SP1（2021年12月29日 16:00 - 17:25）
- 帰って来ちゃった熱烈!ホットサンド!SP2（2023年2月26日 15:00 - 16:00）[5]

この放送回に限り、札幌テレビのキー局である日本テレビでも2023年2月26日14:00 - 15:00に放送。
- 帰って来ちゃった熱烈!ホットサンド!SP3～それからあの人どうなった!?～（2023年3月26日 15:55 - 16:55）
- サンド軍団×ファイターズOB〜帰って来ちゃった熱烈!ホットサンドSP4〜（2023年6月2日 9:25- 10:25）

2023年5月3日にエスコンフィールドHOKKAIDOで行われた北海道日本ハムファイターズOBとの野球対決企画を放送。

## DVD
販売元はエイベックス・ピクチャーズ。
|   | 収録内容 | 発売日       |
| - | --- | ------------ |
| 1 | 愛すべき俺たちの商店街 （北24条商店街、手稲本町商店街、麻生商店街、琴似商店街） 特典映像：撮りおろし&未公開トーク | 2015年9月9日 |
| 2 | ディープ!北海道探険隊 （石狩市編、安平町編、伊達市編） 特典映像：撮りおろし&未公開トーク                          | 2015年9月9日 |

## スタッフ
- ナレーション - 明石英一郎、神谷誠、北本隆雄、西尾優希、ヒロ福ほか
- カメラ - 山口亮彦、寒河江透、喜井雅章、藤川璃乃
- 音声 - 篠原大佑、登佑太、鍛治慎一
- VE - 大橋博文
- 編集 - 高橋直和、高橋里美
- MA - 菅沼良隆
- CG - 池田卓哉、渡邊拳
- メイク - 寺長根愛
- スタイリスト - 鈴木亜沙香
- 構成 - 白川安彦
- AD - 境美貴、作田絵理菜、辰橋沙理、今桃香
- FD - 山田佳祐
- ディレクター - 阿部崇、中政将
- プロデューサー - 山谷博
- 製作・著作 - 札幌テレビ放送